# Cyrtandra rostrata
Cyrtandra rostrata är en tvåhjärtbladig växtart som beskrevs av Carl Ludwig von Blume. Cyrtandra rostrata ingår i släktet Cyrtandra och familjen Gesneriaceae.

## Underarter
Arten delas in i följande underarter:
- C. r. rostrata
- C. r. sericea
- C. r. subsessilis